# Johannes Scherer (Instrumentenbauer)
Johannes Scherer (* 24. Januar 1664 in Butzbach; † 28. April 1722 ebenda) war ein deutscher Instrumentenbauer im ausgehenden 17. und beginnenden 18. Jahrhundert.
Wesentliche Fertigkeiten erlernte Johannes Scherer von seinem Vater gleichen Namens (um 1627 bis 1707), einem Drechsler, der sich 1659 in Butzbach in der hessischen Wetterau niederließ. Der Sohn übernahm die Werkstatt und wurde spätestens 1711 als Drechsler und Pfeifenmacher bezeichnet. Sein Arbeitsfeld scheint sich dabei auf Blasinstrumente verlegt zu haben. Es sind vor allem Fagotte und Klarinetten überliefert, die parallel zu dem etwas älteren Johann Christoph Denner (1655–1707) entwickelt wurden. Möglicherweise fertigte er als einer der ersten in Deutschland vierteilige Traversflöten mit geteiltem Mittelstück an, was im späteren 18. Jahrhundert Standard blieb. Wahrscheinlicher ist allerdings, dass fast, wenn nicht sogar alle, Traversflöten aus der Werkstatt von Scherer von seinem Sohn, Georg Heinrich (1703–1778) stammen. Nach bisherigen Erkenntnissen entwickelte sich die vierteilige Traversflöte erst um 1720, also kurz vor dem Tod von Johannes Scherer, mit frühesten Beispielen aus den Werkstätten von Pierre Naust (nach dessen Tod 1709), Jean Hyacinthe Rottenburgh (1672–1756), und Jacob Denner (1681–1735). Als im 19. Jahrhundert sich der C-Fuß und acht Klappen durchgesetzt hatten, wurde das Mittelstück wieder einteilig.
Friedrich der Große besaß ein elfenbeinernes Instrument von Scherer, das sich heute im Musikinstrumenten-Museum Berlin befindet. Dieses stammt mit großer Wahrscheinlichkeit aber von Georg Heinrich Scherer.